# جورج غرانت (لاعب كرة قاعدة)
جورج غرانت (بالإنجليزية: George Grant)‏ هو لاعب كرة قاعدة أمريكي، ولد في 6 يناير 1903 في تالاسي في الولايات المتحدة، وتوفي في 25 مارس 1986 في مونتغومري في الولايات المتحدة.

## وصلات خارجية
- جورج غرانت على موقعبيزبول رفرنس.كوم (الدوري الرئيسي) (الإنجليزية)